# Inglaterra anglosajona

Reinos y tribus en Britania, sobre el año 600.

La historia de la Inglaterra anglosajona comprende el periodo de la Alta Edad Media inglesa, desde el fin de la Britania romana y el establecimiento de los reinos anglosajones en el siglo V hasta la conquista normanda en 1066. Los siglos V y VI son conocidos arqueológicamente como la Britania posromana, o en la cultura popular como la «Edad Oscura».
Desde el siglo VI comenzaron a emerger grandes reinos anglosajones suplantando progresivamente a las áreas ocupadas por los britones, denominados conjuntamente «heptarquía». El más septentrional de ellos, el Reino de Northumbria de los reyes Edwino (r. 616-633), Osvaldo (r. 634-642) y Oswiu (r.642-670), dominó Inglaterra en el siglo VII, pero su expansión  se paró con la derrota de Nechtansmere contra los pictos en 685. En el siglo VIII, fue el reino de Mercia, centrado en las Midlands, el que ocupó una posición hegemónica en los reinados de Æthelbald (r. 716-757), Offa (r. 757-796) y Cenwulf (r. 796-821).
La llegada de los vikingos al final del siglo siglo VIII trastornó Gran Bretaña. Las costas de la isla fueron saqueadas por flotas danesas y noruegas antes de que comenzara un verdadero proceso de colonización en el norte y este de Inglaterra, una región más tarde llamada Danelaw. La victoriosa resistencia del rey de Wessex Alfredo el Grande (r. 871-899) preparó la unificación de Inglaterra bajo la autoridad de la casa de Wessex, un proceso continuado por su hijo Eduardo el Viejo (r. 899-924) y completado por su nieto Æthelstan (r. 924-939), a menudo considerado el primer gobernante del reino de Inglaterra.
Las incursiones vikingas se reanudaron con fuerza al final del siglo X y abocaron a la conquista de Inglaterra por el danés Canuto el Grande en 1016. Su imperio, que también incluía Dinamarca y Noruega, se derrumbó a su muerte en 1035, y la casa de Wessex se restableció en el trono en la persona de Eduardo el Confesor. La muerte de este sin descendencia, el 4 de enero de 1066, sirvió de pretexto para la conquista normanda de Inglaterra por Guillermo el Conquistador, en un momento en que las relaciones con el continente ya eran importantes.

## Fin del gobierno romano

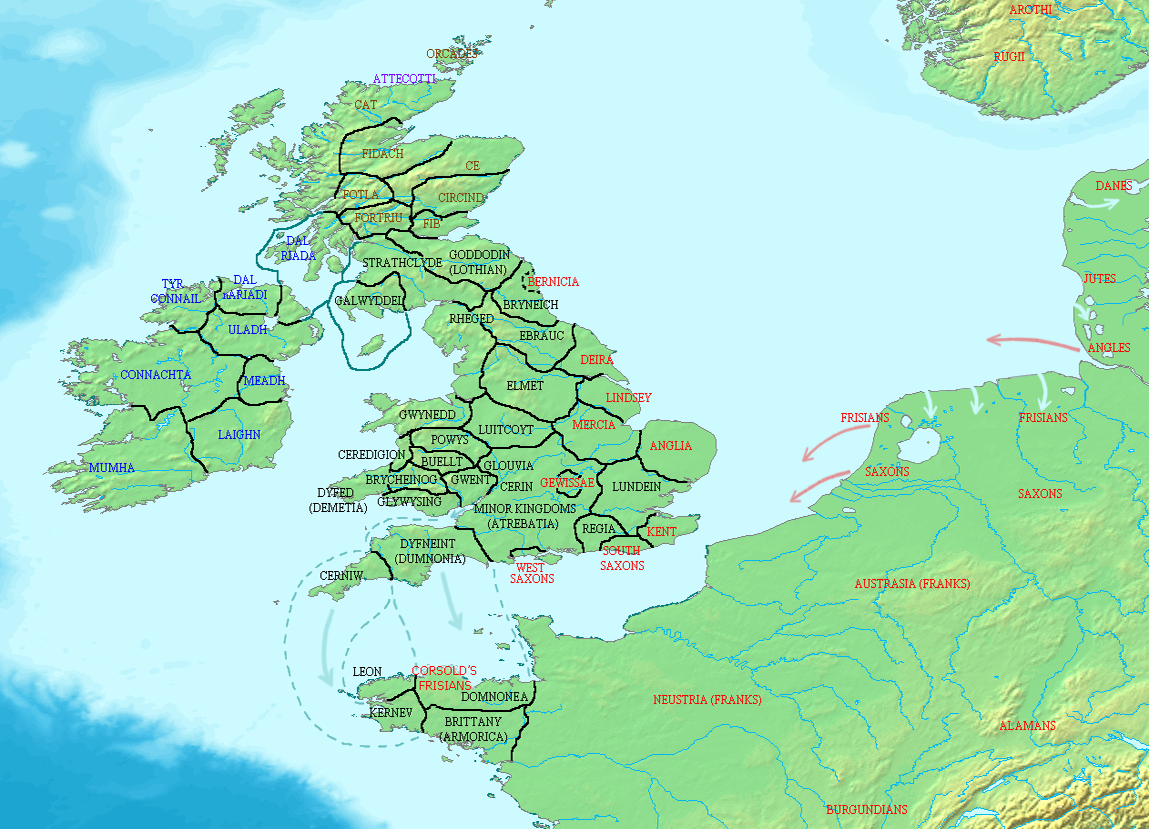
Britania en el año 500.

Resulta bastante difícil establecer una cronología coherente de los hechos ocurridos desde la partida romana de Britania hasta el establecimiento de los reinos anglosajones. La historia del levantamiento romano, como lo especifica Geoffrey de Monmouth en su Historia Regum Britanniae, es dudosa excepto en la documentación de la leyenda medieval.
Los registros arqueológicos de las últimas décadas del gobierno romano muestran indicios incuestionables de debilitamiento y una vida urbana estancada. La existencia de monedas de cambio anteriores a 402 es inusual. De esta forma, cuando Constantino III fue declarado emperador por sus tropas en 407, y cruzó el canal con las unidades restantes de la guarnición britana, la Britania romana llegó efectivamente a su fin. Britania quedó indefensa, y Constantino fue finalmente asesinado en batalla. En 410, el emperador Honorio ordenó a los romano-britanos que velaran por su propia defensa, aunque aún a finales del siglo V, los romano-britanos sentían que podían acudir al cónsul Aetius en busca de ayuda contra los invasores.
Varios mitos y leyendas giran en torno a la llegada de los anglosajones, algunos basados en documentos, y otros algo más imprecisos. Cuatro son  las fuentes literarias principales. La Ruina de Britania (540) de Gildas es polémica, y se centra más en criticar a los reyes britanos que en ofrecer hechos concretos. La Historia eclesiástica del pueblo inglés de Beda se basa parcialmente en la de Gildas, aunque aporta otros datos. Sin embargo, fue escrita a comienzos del siglo VIII, tiempo después de los hechos que narra. Aún más tardía es la Crónica anglosajona, que se basa en parte en Beda, pero también aporta leyendas relacionadas con la fundación de Wessex.
Otros datos confirman los de las fuentes literarias. Hay que destacar que los reinos anglosajones de Kent, Bernicia, Deira y Lindsey retenían nombres celtas, que sugerieren continuidad política con la época anterior. En contraste con estos, los reinos más occidentales de Wessex y Mercia muestran poca señal de límites continuos existentes. El estudio arqueológico de los modelos de sepulcro y de uso de la tierra permiten conocer la evolución del asentamiento anglosajón en la isla, aunque es posible que los britanos adoptasen la práctica anglosajona, desvirtuando en parte los datos. El análisis de restos humanos exhumados en un antiguo cementerio cercano a Abingdon, Inglaterra, señala que los inmigrantes sajones y los britanos nativos vivían juntos. Existe un debate académico sobre si los migrantes anglosajones reemplazaron a los romano-britanos que habitaban el sur y el este de Britania o se mezclaron con ellos.

## Invasión anglosajona y formación de los reinos

Patrones de las migraciones de los siglos al.

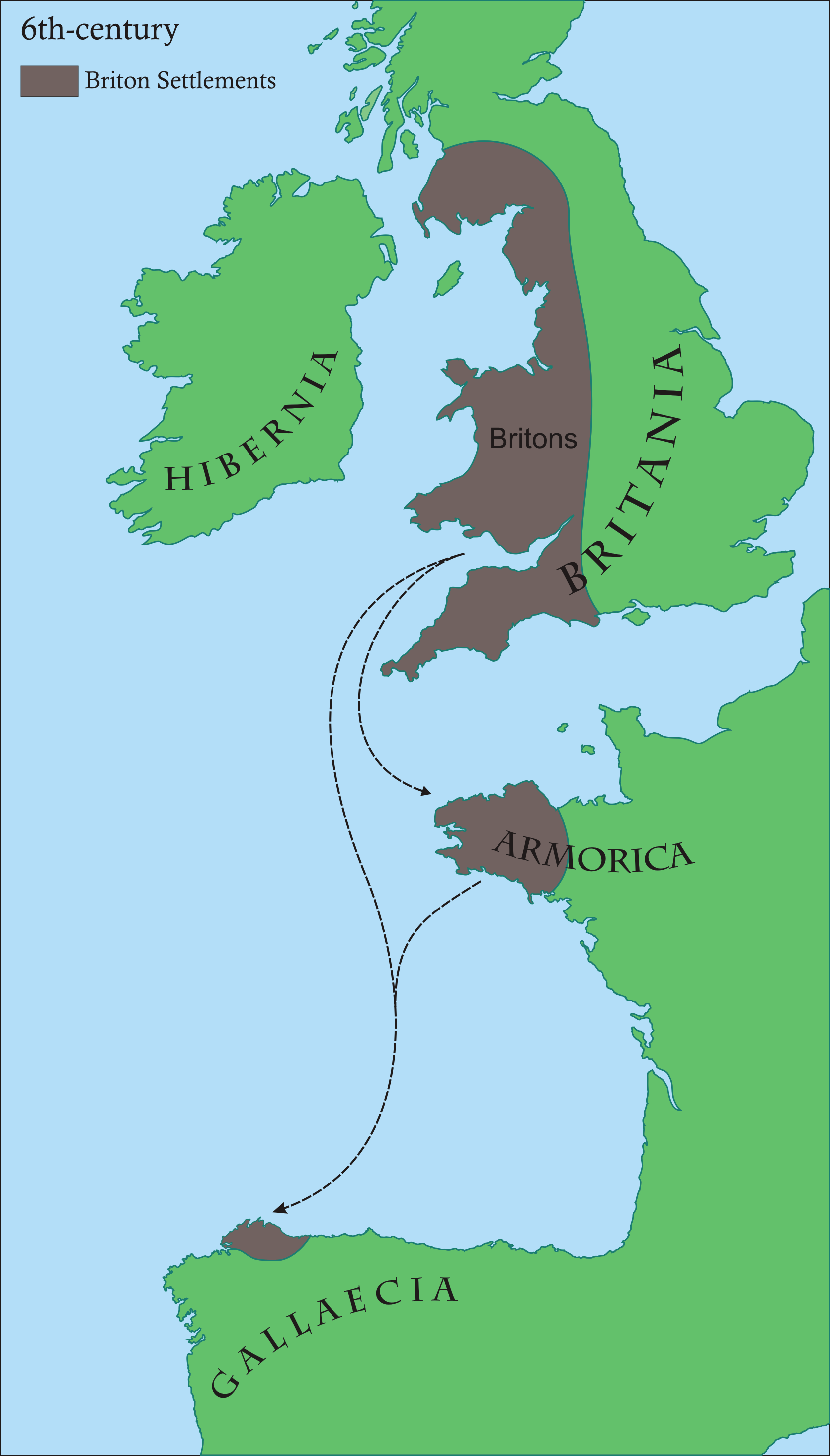
Mapa de asentamientos britanos del.

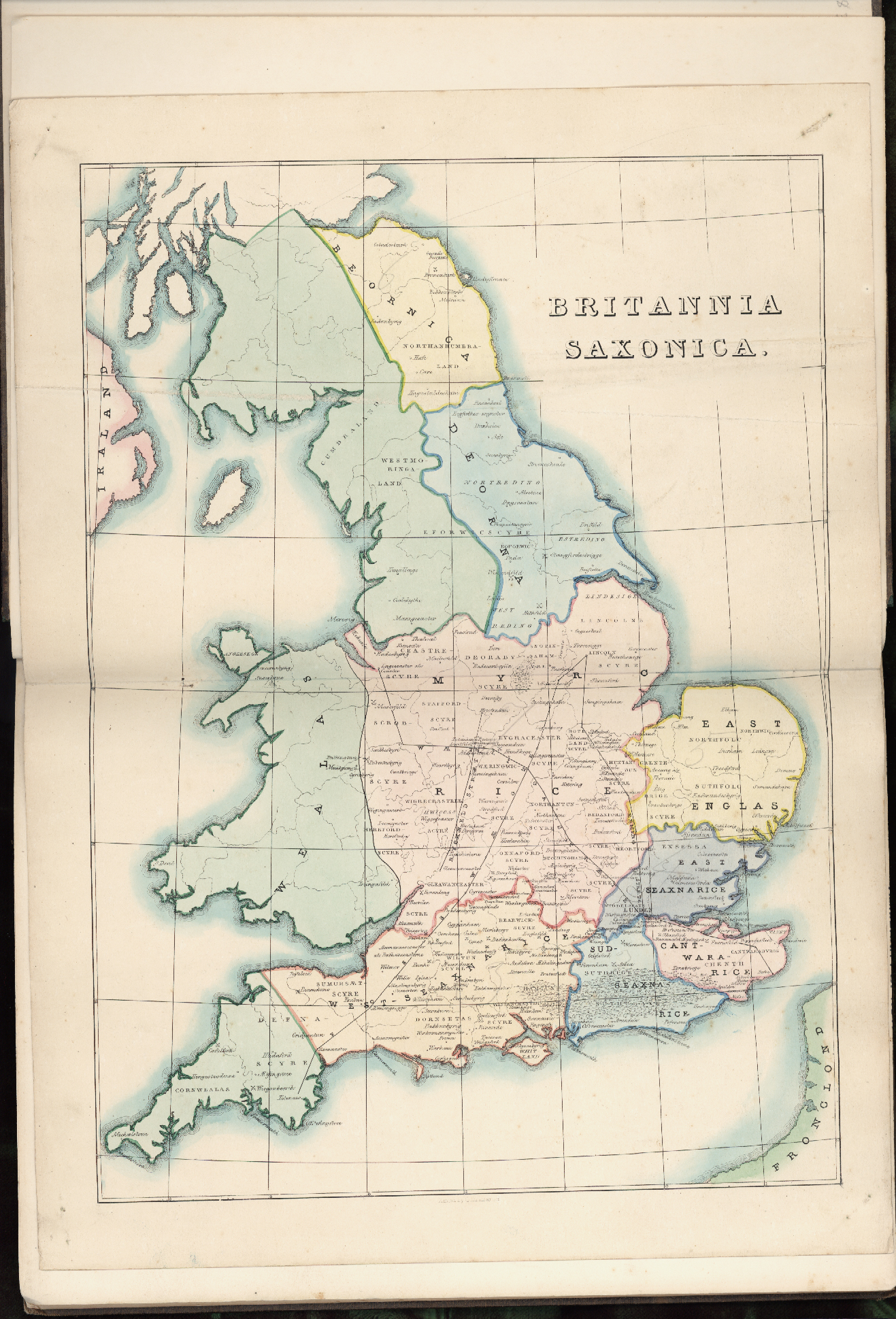
Mapa de la Britania sajona.

Existen registros de infiltración germánica en Gran Bretaña previos al hundimiento del Imperio. Se cree que los primeros visitantes germanos fueron ocho cohortes bátavas asociadas a la 14.ª Legión que participó en la primera invasión del año 43 bajo el mando de Aulo Plaucio.
Era bastante frecuente que Roma completase sus legiones con foederati reclutados en tierras germanas. Esta práctica también se aplicó a los ejércitos de Gran Bretaña, y tumbas de estos mercenarios y sus familias pueden identificarse en los cementerios romanos de la época. La migración continuó con la salida del ejército romano, cuando se reclutó a anglosajones para defender Gran Bretaña; e igualmente durante la primera rebelión anglosajona del año 442.
Tras la derrota anglosajona en la batalla del Monte Badon en 500, donde según Gildas la resistencia británica estuvo encabezada por un tal Ambrosio Aureliano, la migración anglosajona quedó temporalmente detenida. Gildas dice que esto sucedió «cuarenta y cuatro años y un mes» tras la llegada de los sajones, y fue el año de su nacimiento. Dice que siguió un período de gran prosperidad. Pero los anglosajones fueron apoderándose de Sussex, Kent, Anglia Oriental y parte de Yorkshire; mientras los sajones occidentales fundaron un reino en Hampshire bajo el mando de Cerdic en torno a 520. Sin embargo, esto sucedió cincuenta años antes de que los anglosajones consiguieran sus mayores avances. Durante esos años, los britanos se agotaron en guerras civiles, disputas internas e inestabilidad general, lo que sirvió de inspiración al libro de Gildas De Excidio Britanniae (La ruina de Gran Bretaña).
La siguiente gran campaña contra los britanos tuvo lugar en 577, encabezada por Cealin, rey de Wessex, que derrotó a los britanos en Deorham y conquistó Cirencester, Gloucester y Bath. Esta expansión concluyó abruptamente cuando los anglosajones comenzaron a luchar entre sí y Cealin tuvo que retirarse a su territorio original. Fue sustituido por Ceol, posiblemente su sobrino, asesinado al año siguiente. Cirencester se convirtió en un reino anglosajón controlado por Mercia más que por Wessex.
Si se cree el relato de la Crónica Anglosajona, los diferentes reinos que acabarían uniéndose para formar Inglaterra fueron fundados por pequeñas flotas de tres o cinco barcos que desembarcaban en diversos puntos de la costa inglesa para luchar contra los britanos posromanos y conquistar sus tierras. Según señala Margaret Gelling en el contexto de los nombres de lugares, lo que realmente sucedió entre la partida de los romanos y la llegada de los normandos es materia de desacuerdo entre los historiadores.
La llegada de los anglosajones a Bretaña puede ser vista en el contexto de un movimiento generalizado de los pueblos germanos por Europa entre los años 300 y 700, conocidos como invasiones bárbaras (o Völkerwanderung (migraciones) en alemán). En tal periodo hubo igualmente migraciones de britanos hacia la península armoricana (Bretaña y Normandía en la actual Francia), inicialmente en torno al 383 durante la ocupación romana, pero también en torno a 460 y las décadas de los 40 y 50 del siglo VI; se cree que la migración de la década de 460 pudo haber sido una reacción ante las luchas causadas por la rebelión anglosajona entre 450 y 500, como lo fue la migración a Britonia (en Galicia) en aquellas mismas fechas.
El historiador Peter Hunter expuso la que hoy es considerada como visión tradicional de la llegada anglosajona a Gran Bretaña. Sugirió una inmigración masiva en la que los invasores fueron expulsando violentamente a los britanos de sus tierras y empujándolos hacia los extremos occidentales de las islas y hacia Bretaña y la península ibérica.
La visión moderna sugiere, por el contrario, que hubo una coexistencia entre britanos y anglosajones.
Las discusiones y el análisis acerca de la magnitud de la migración (de si fue a gran escala y absorbió a la población britana o si en ella solo participó un pequeño grupo selecto que se hizo con el poder en el país) aún persisten.

## Heptarquía
En torno al año 600 se estaba creando un nuevo orden de reinos y subreinos. Enrique de Huntingdon (un historiador medieval) concibió la idea de la Heptarquía, que estaría formada por los siete principales reinos anglosajones.

### La heptarquía en la Inglaterra anglosajona
Los cuatro principales reinos de la Inglaterra anglosajona fueron:
- Wessex
- Anglia Oriental
- Mercia

Reinos britanos y anglosajones hacia el año 800

- Northumbria, que incluía los sub-reinos de Bernicia y Deira

Mientras que los reinos menores eran:
- Kent
- Sussex
- Essex

### Otros reinos y territorios
- Reino de Ynys Weith (isla de Wight o Wihtwara)
- Meonwara, el área del valle de Meon en Hampshire
- Surrey
- Reino de los Iclingas, precursor de Mercia
- Lindsey
- Hwicce
- Magonsaete
- Pecsæte
- Wreocensæte
- Tomsæte
- Haestingas
- Anglos medios

A finales del siglo VI, el más poderoso rey de Inglaterra era Ethelberto de Kent, cuyas tierras se extendían por el norte hasta el río Humber. Durante los primeros años del siglo VII, Kent y Anglia Oriental fueron los principales reinos ingleses. Tras la muerte de Ethelberto en 616, Raedwald de Anglia Oriental se convirtió en el rey más poderoso al sur del Humber.
Poco después de la muerte de Etelfrido de Northumbria, Raedwald proporcionó ayuda militar a Edwin de Deira en la lucha que se inició entre las dinastías de Deira y Bernicia por el control de Northumbria. A la muerte de Raedwald, Edwin se propuso extender el poder de Northumbria hacia el sur.
El creciente poder de Edwin llevó a los mercianos dirigidos por Penda a aliarse con el rey galés Cadwallon ap Cadfan de Gwynedd; invadieron el territorio de Edwin, al que derrotaron y mataron en la batalla de Hatfield Chase en 633. No obstante, fue un éxito breve, ya que Oswald, uno de los hijos de Ethelfrido, derrotó y mató a Cadwallon en Heavenfield, cerca de Hexam, al año siguiente. En menos de una década, Penda lanzó una nueva guerra contra Northumbria, matando a Oswald en batalla en el año 642. Su hermano Oswiu fue perseguido hasta los confines de su reino. Sin embargo, Oswiu consiguió asesinar a Penda poco después y Mercia pasó el resto del siglo VII y todo el VIII guerreando contra Powys. La guerra llegó a su apogeo durante el reinado de Offa de Mercia, recordado por la construcción de una muralla de 150 millas de longitud en la frontera entre Gales e Inglaterra. No está claro si se construyó como una línea de frontera o una posición defensiva. El poder de Mercia tuvo un súbito fin en 823 en la batalla de Ellandun, cuando Beornwulf de Mercia fue totalmente derrotado por el rey Egberto de Wessex.

## Monarcas de la Heptarquía (449-918)
| Monarcas de la Heptarquía anglosajona (449-918)                                                         | Monarcas de la Heptarquía anglosajona (449-918)                                                         | Monarcas de la Heptarquía anglosajona (449-918)               | Monarcas de la Heptarquía anglosajona (449-918)               | Monarcas de la Heptarquía anglosajona (449-918)    | Monarcas de la Heptarquía anglosajona (449-918)                                   | Monarcas de la Heptarquía anglosajona (449-918)                                   | Monarcas de la Heptarquía anglosajona (449-918)     | Monarcas de la Heptarquía anglosajona (449-918) |
| Reino de Essex                                                                                          | Reino de Wessex                                                                                         | Reino de Sussex                                               | Reino de Mercia                                               | Reino de Estanglia                                 | Reino de Kent                                                                     | Reino de Bernicia                                                                 | Reino de Deira                                      |                                                 |
| --- | --- | ------------------------------------------------------------- | ------------------------------------------------------------- | -------------------------------------------------- | --------------------------------------------------------------------------------- | --------------------------------------------------------------------------------- | --------------------------------------------------- | ----------------------------------------------- |
| | | Aelle (477-514) junto a Cissa (491-514)                       |                                                               |                                                    | Hengest (455/56-488)                                                              |                                                                                   |                                                     |                                                 |
| Oisc (488-502)                                                                                          | | Aelle (477-514) junto a Cissa (491-514)                       |                                                               |                                                    |                                                                                   |                                                                                   |                                                     |                                                 |
| Æscwine (¿527-587?)                                                                                     | Cerdic (519-534)                                                                                        | Cissa (514-567) junto a Wine (514-563)                        | Icel (¿510-527?)                                              | Octa (502-540)                                     |                                                                                   |                                                                                   |                                                     |                                                 |
| Æscwine (¿527-587?)                                                                                     | Cynric (534-560)                                                                                        | Cissa (514-567) junto a Wine (514-563)                        | Cnebba (¿?)                                                   | Wehha (¿?-571)                                     | Eormenric (540-587)                                                               | Ida (540-559)                                                                     |                                                     |                                                 |
| Æscwine (¿527-587?)                                                                                     | Ceawlin Wessex (560-592) Sussex (567-592)                                                               | Ceawlin Wessex (560-592) Sussex (567-592)                     | Cnebba (¿?)                                                   | Wehha (¿?-571)                                     | Eormenric (540-587)                                                               | Glappa (560-568)                                                                  | Aella (560-588)                                     |                                                 |
| Æscwine (¿527-587?)                                                                                     | Ceawlin Wessex (560-592) Sussex (567-592)                                                               | Ceawlin Wessex (560-592) Sussex (567-592)                     | Cynewald (¿?)                                                 | Wuffa (571-578)                                    | Eormenric (540-587)                                                               | Etelrico (568-572)                                                                | Aella (560-588)                                     |                                                 |
| Æscwine (¿527-587?)                                                                                     | Ceawlin Wessex (560-592) Sussex (567-592)                                                               | Ceawlin Wessex (560-592) Sussex (567-592)                     | Cynewald (¿?)                                                 | Wuffa (571-578)                                    | Eormenric (540-587)                                                               | Teodrico (572-579)                                                                | Aella (560-588)                                     |                                                 |
| Sledda (587-604)                                                                                        | Ceawlin Wessex (560-592) Sussex (567-592)                                                               | Ceawlin Wessex (560-592) Sussex (567-592)                     | Cynewald (¿?)                                                 | Totila (578-593)                                   | Eormenric (540-587)                                                               | Frituwaldo (578-585)                                                              | Aella (560-588)                                     |                                                 |
| Sledda (587-604)                                                                                        | Ceol (592-597)                                                                                          | Ceol (592-597)                                                | Creoda (584-593)                                              | Totila (578-593)                                   | Ethelberto (587-616)                                                              | Hussa (585-592/593)                                                               | Etelrico (588-604)                                  |                                                 |
| Sledda (587-604)                                                                                        | Ceolwulf (597-611)                                                                                      | Ceolwulf (597-611)                                            | Pybba (593-606)                                               | Redvaldo (593-624) tal vez junto a Eni             | Ethelberto (587-616)                                                              | Etelfrido (592/593-616)                                                           | Etelrico (588-604)                                  |                                                 |
| Saeberto (604-616)                                                                                      | Ceolwulf (597-611)                                                                                      | Ceolwulf (597-611)                                            | Pybba (593-606)                                               | Redvaldo (593-624) tal vez junto a Eni             | Ethelberto (587-616)                                                              | Etelfrido (592/593-616)                                                           | Etelrico (588-604)                                  |                                                 |
| Cearl (606-623)                                                                                         | Ceolwulf (597-611)                                                                                      | Ceolwulf (597-611)                                            | Etelfrido Bernicia (593-616) y Deira (604-616)                | Etelfrido Bernicia (593-616) y Deira (604-616)     | Ethelberto (587-616)                                                              |                                                                                   |                                                     |                                                 |
| Cearl (606-623)                                                                                         | Cynegils (611-643) junto a Cwichelm (626-636)                                                           |                                                               | Etelfrido Bernicia (593-616) y Deira (604-616)                | Etelfrido Bernicia (593-616) y Deira (604-616)     | Ethelberto (587-616)                                                              |                                                                                   |                                                     |                                                 |
| Cearl (606-623)                                                                                         | Saewardo, Sexredo y Sexabaldo (616-623)                                                                 | Eadbaldo (616-640)                                            | Edwino (616-633)                                              | Edwino (616-633)                                   |                                                                                   |                                                                                   |                                                     |                                                 |
| Sigeberto I (623-653)                                                                                   | Penda (623-655) junto a Eowa (635-642)                                                                  | Eadbaldo (616-640)                                            | Edwino (616-633)                                              | Edwino (616-633)                                   | Eorpwald (624-627)                                                                |                                                                                   |                                                     |                                                 |
| Sigeberto I (623-653)                                                                                   | Penda (623-655) junto a Eowa (635-642)                                                                  | Eadbaldo (616-640)                                            | Edwino (616-633)                                              | Edwino (616-633)                                   | Ricberht (627-630)                                                                |                                                                                   |                                                     |                                                 |
| Sigeberto I (623-653)                                                                                   | Penda (623-655) junto a Eowa (635-642)                                                                  | Eadbaldo (616-640)                                            | Sigeberto (630-634) Ecgric (630-636)                          | Eanfrido (633-634)                                 | Osric (633-634)                                                                   |                                                                                   |                                                     |                                                 |
| Sigeberto I (623-653)                                                                                   | Penda (623-655) junto a Eowa (635-642)                                                                  | Eadbaldo (616-640)                                            | Cenwalh (643-645)                                             | Cenwalh (643-645)                                  | Anna (636-654)                                                                    | Oswaldo rey de Northumbria (634-642)                                              | Oswaldo rey de Northumbria (634-642)                |                                                 |
| Sigeberto I (623-653)                                                                                   | Penda (623-655) junto a Eowa (635-642)                                                                  | Penda de Mercia (645-648)                                     | Ethelwealh (645-685)                                          | Earcomberto (640-664)                              | Anna (636-654)                                                                    | Oswiu (642-670)                                                                   | Oswino (642-651)                                    |                                                 |
| Sigeberto I (623-653)                                                                                   | Cenwalh (648-674) junto a Seaxburh (672-674)                                                            |                                                               | Ethelwealh (645-685)                                          | Earcomberto (640-664)                              |                                                                                   | Oswiu (642-670)                                                                   |                                                     |                                                 |
| Sigeberto I (623-653)                                                                                   | Peada (655-656)                                                                                         | Aethelhere (654-655)                                          | Ethelwealh (645-685)                                          | Earcomberto (640-664)                              | Etelwaldo (651-655)                                                               | Oswiu (642-670)                                                                   |                                                     |                                                 |
| Sigeberto II (653-660/661)                                                                              | Oswiu de Northumbria (656-658)                                                                          | Æthelwold (655-664)                                           | Ethelwealh (645-685)                                          | Earcomberto (640-664)                              | Reino de Northumbria Oswiu (651-670) junto a Alhfrith, sub-rey de Deira (656-664) | Reino de Northumbria Oswiu (651-670) junto a Alhfrith, sub-rey de Deira (656-664) |                                                     |                                                 |
| Sigeberto II (653-660/661)                                                                              | Wulfhere (658-675)                                                                                      | Æthelwold (655-664)                                           | Ethelwealh (645-685)                                          | Earcomberto (640-664)                              | Reino de Northumbria Oswiu (651-670) junto a Alhfrith, sub-rey de Deira (656-664) | Reino de Northumbria Oswiu (651-670) junto a Alhfrith, sub-rey de Deira (656-664) |                                                     |                                                 |
| Swithhelm (660/661-664)                                                                                 | | Æthelwold (655-664)                                           | Ethelwealh (645-685)                                          | Earcomberto (640-664)                              | Reino de Northumbria Oswiu (651-670) junto a Alhfrith, sub-rey de Deira (656-664) | Reino de Northumbria Oswiu (651-670) junto a Alhfrith, sub-rey de Deira (656-664) |                                                     |                                                 |
| Sighere (664-683) Saebbi (664-694)                                                                      | |                                                               | Ethelwealh (645-685)                                          |                                                    | Reino de Northumbria Oswiu (651-670) junto a Alhfrith, sub-rey de Deira (656-664) | Reino de Northumbria Oswiu (651-670) junto a Alhfrith, sub-rey de Deira (656-664) |                                                     |                                                 |
| Cenfus (674) Aescwine (674-676)                                                                         | Ealdwulf (664-713)                                                                                      | Egberto I (664-673)                                           | Ethelwealh (645-685)                                          |                                                    | Reino de Northumbria Oswiu (651-670) junto a Alhfrith, sub-rey de Deira (656-664) | Reino de Northumbria Oswiu (651-670) junto a Alhfrith, sub-rey de Deira (656-664) |                                                     |                                                 |
| Centwine (676-685)                                                                                      | Ealdwulf (664-713)                                                                                      | Etelredo (675-704)                                            | Ethelwealh (645-685)                                          | Hlothhere (673-685)                                | Egfrido (670-685) junto a Aelfwino, sub-rey de Deira (670-679)                    | Egfrido (670-685) junto a Aelfwino, sub-rey de Deira (670-679)                    |                                                     |                                                 |
| Caedwalla (685-688)                                                                                     | Caedwalla (685-688)                                                                                     | Etelredo (675-704)                                            | Eadric (685-686)                                              |                                                    | Egfrido (670-685) junto a Aelfwino, sub-rey de Deira (670-679)                    | Egfrido (670-685) junto a Aelfwino, sub-rey de Deira (670-679)                    |                                                     |                                                 |
| Ine (688-726) junto a Nothelm (688-722), Watt (688-700) y Athelstano (700-725) como sub-reyes de Sussex | Ine (688-726) junto a Nothelm (688-722), Watt (688-700) y Athelstano (700-725) como sub-reyes de Sussex | Etelredo (675-704)                                            | Mul (686-687)                                                 |                                                    | Egfrido (670-685) junto a Aelfwino, sub-rey de Deira (670-679)                    | Egfrido (670-685) junto a Aelfwino, sub-rey de Deira (670-679)                    |                                                     |                                                 |
| Ine (688-726) junto a Nothelm (688-722), Watt (688-700) y Athelstano (700-725) como sub-reyes de Sussex | Ine (688-726) junto a Nothelm (688-722), Watt (688-700) y Athelstano (700-725) como sub-reyes de Sussex | Etelredo (675-704)                                            | Sigeheard y Suebredo (694-709)                                | Suebhardo (687-92) Sueberto (692) Oswine (688-690) | Aldfrith (685-704)                                                                | Aldfrith (685-704)                                                                |                                                     |                                                 |
| Ine (688-726) junto a Nothelm (688-722), Watt (688-700) y Athelstano (700-725) como sub-reyes de Sussex | Ine (688-726) junto a Nothelm (688-722), Watt (688-700) y Athelstano (700-725) como sub-reyes de Sussex | Offa (709)                                                    | Coenredo (704-709)                                            | Wihtred (690-725)                                  | Eadwulf (704-705)                                                                 | Eadwulf (704-705)                                                                 |                                                     |                                                 |
| Ine (688-726) junto a Nothelm (688-722), Watt (688-700) y Athelstano (700-725) como sub-reyes de Sussex | Ine (688-726) junto a Nothelm (688-722), Watt (688-700) y Athelstano (700-725) como sub-reyes de Sussex | Seleredo (709-746) junto a Suefberto (715-718)                | Ceolredo (709-716)                                            | Wihtred (690-725)                                  | Osred I (705-716)                                                                 | Osred I (705-716)                                                                 |                                                     |                                                 |
| Ine (688-726) junto a Nothelm (688-722), Watt (688-700) y Athelstano (700-725) como sub-reyes de Sussex | Ine (688-726) junto a Nothelm (688-722), Watt (688-700) y Athelstano (700-725) como sub-reyes de Sussex | Seleredo (709-746) junto a Suefberto (715-718)                | Ceolwald (716)                                                | Wihtred (690-725)                                  | Elfvaldo (713-749)                                                                | Coenred (716-718)                                                                 | Coenred (716-718)                                   |                                                 |
| Ine (688-726) junto a Nothelm (688-722), Watt (688-700) y Athelstano (700-725) como sub-reyes de Sussex | Ine (688-726) junto a Nothelm (688-722), Watt (688-700) y Athelstano (700-725) como sub-reyes de Sussex | Seleredo (709-746) junto a Suefberto (715-718)                | Ethelbaldo (716-757)                                          | Eadberto I (725-748) Ethelberto II (725-762)       | Elfvaldo (713-749)                                                                | Osric (718-729)                                                                   | Osric (718-729)                                     |                                                 |
| Aethleheard (726-740)                                                                                   | Ethelberto (726-758)                                                                                    | Seleredo (709-746) junto a Suefberto (715-718)                | Ethelbaldo (716-757)                                          | Eadberto I (725-748) Ethelberto II (725-762)       | Elfvaldo (713-749)                                                                | Ceolwulf (729-737)                                                                | Ceolwulf (729-737)                                  |                                                 |
| Cuthred (740-756)                                                                                       | Ethelberto (726-758)                                                                                    | Seleredo (709-746) junto a Suefberto (715-718)                | Ethelbaldo (716-757)                                          | Eadberto I (725-748) Ethelberto II (725-762)       | Beorna (749-760) junto a Ethelberto I                                             | Eadberht (737-758)                                                                | Eadberht (737-758)                                  |                                                 |
| Cuthred (740-756)                                                                                       | Ethelberto (726-758)                                                                                    | Suithredo (746-758)                                           | Beornrad (757)                                                | Eadberto I (725-748) Ethelberto II (725-762)       | Beorna (749-760) junto a Ethelberto I                                             | Eadberht (737-758)                                                                | Eadberht (737-758)                                  |                                                 |
| Sigeberto (756-757)                                                                                     | Ethelberto (726-758)                                                                                    | Suithredo (746-758)                                           | Offa (757-796)                                                | Eadberto II (762)                                  | Beorna (749-760) junto a Ethelberto I                                             | Oswulf (758-759)                                                                  | Oswulf (758-759)                                    |                                                 |
| Sigerico (758-798)                                                                                      | Cynewulf (757-786)                                                                                      | Osmundo (758-772) junto a Oslac y Aelfwald (765-772)          | Offa (757-796)                                                | Ethelredo I (¿760-779?)                            | Eanmundo Heaberht (764-765)                                                       | Ethelwald (759-765)                                                               | Ethelwald (759-765)                                 |                                                 |
| Sigerico (758-798)                                                                                      | Cynewulf (757-786)                                                                                      | Osmundo (758-772) junto a Oslac y Aelfwald (765-772)          | Offa (757-796)                                                | Ethelredo I (¿760-779?)                            | Egberto II (765-779)                                                              | Alhred (765-774)                                                                  | Alhred (765-774)                                    |                                                 |
| Sigerico (758-798)                                                                                      | Cynewulf (757-786)                                                                                      | Offa (757-796) Mercia, Kent y Sussex (772)                    | Offa (757-796) Mercia, Kent y Sussex (772)                    | Ethelredo I (¿760-779?)                            | Egberto II (765-779)                                                              | Ethelred (774-779)                                                                | Ethelred (774-779)                                  |                                                 |
| Sigerico (758-798)                                                                                      | Cynewulf (757-786)                                                                                      | Offa (757-796) Mercia, Kent y Sussex (772)                    | Offa (757-796) Mercia, Kent y Sussex (772)                    | Ethelberto II (779-794)                            | Ealhmund (779-786)                                                                | Osred II (788-790)                                                                | Osred II (788-790)                                  |                                                 |
| Sigerico (758-798)                                                                                      | Beorhtric (786-802)                                                                                     | Offa (757-796) Mercia, Kent y Sussex (772)                    | Offa (757-796) Mercia, Kent y Sussex (772)                    | Ethelberto II (779-794)                            | Offa de Mercia (786-796)                                                          | Ethelred (790-796)                                                                | Ethelred (790-796)                                  |                                                 |
| Sigerico (758-798)                                                                                      | Beorhtric (786-802)                                                                                     | Offa (757-796) Mercia, Sussex, Kent y Estanglia (794-796)     |                                                               |                                                    |                                                                                   | Ethelred (790-796)                                                                | Ethelred (790-796)                                  |                                                 |
| Sigeredo (798-812)                                                                                      | Beorhtric (786-802)                                                                                     | Coenwulf (796-821) Mercia y Sussex junto a Cynehelm (798-812) | Coenwulf (796-821) Mercia y Sussex junto a Cynehelm (798-812) | Eadvaldo (796-798)                                 | Eadberto III Praen (796-798)                                                      | Osvaldo (796)                                                                     | Osvaldo (796)                                       |                                                 |
| Sigeredo (798-812)                                                                                      | Egberto (802-839)                                                                                       | Coenwulf (796-821) Mercia y Sussex junto a Cynehelm (798-812) | Coenwulf (796-821) Mercia y Sussex junto a Cynehelm (798-812) | Eadvaldo (796-798)                                 | Eadberto III Praen (796-798)                                                      | Osvaldo (796)                                                                     | Osvaldo (796)                                       |                                                 |
| Sigeredo (798-812)                                                                                      | Coenwulf (796-821) Mercia, Sussex y Estanglia (798)                                                     | Coenwulf (796-821) Mercia, Sussex y Estanglia (798)           | Coenwulf (796-821) Mercia, Sussex y Estanglia (798)           | Cuthred rey cliente (798-807)                      | Eardwulfo (796-806)                                                               | Eardwulfo (796-806)                                                               |                                                     |                                                 |
| Sigeredo (798-812)                                                                                      | Coenwulf Mercia, Sussex, Estanglia y Kent (807)                                                         | Coenwulf Mercia, Sussex, Estanglia y Kent (807)               | Coenwulf Mercia, Sussex, Estanglia y Kent (807)               | Coenwulf Mercia, Sussex, Estanglia y Kent (807)    | Elfwaldo II (806-810) contra Eardwulfo (808-810)                                  | Elfwaldo II (806-810) contra Eardwulfo (808-810)                                  |                                                     |                                                 |
| Egeberto (802-839) Wessex y Essex (812)                                                                 | Coenwulf Mercia, Sussex, Estanglia y Kent (807)                                                         | Coenwulf Mercia, Sussex, Estanglia y Kent (807)               | Coenwulf Mercia, Sussex, Estanglia y Kent (807)               | Coenwulf Mercia, Sussex, Estanglia y Kent (807)    | Elfwaldo II (806-810) contra Eardwulfo (808-810)                                  | Elfwaldo II (806-810) contra Eardwulfo (808-810)                                  |                                                     |                                                 |
| Eanred (810-840)                                                                                        | Coenwulf Mercia, Sussex, Estanglia y Kent (807)                                                         | Coenwulf Mercia, Sussex, Estanglia y Kent (807)               | Coenwulf Mercia, Sussex, Estanglia y Kent (807)               | Coenwulf Mercia, Sussex, Estanglia y Kent (807)    |                                                                                   |                                                                                   |                                                     |                                                 |
| Ceolwulf (821-823) Mercia, Sussex, Estanglia y Kent                                                     | |                                                               |                                                               |                                                    |                                                                                   |                                                                                   |                                                     |                                                 |
| Beornwulf (823-825) Mercia, Sussex, Estanglia                                                           | Beornwulf (823-825) Mercia, Sussex, Estanglia                                                           | Beornwulf (823-825) Mercia, Sussex, Estanglia                 | Baldred (823-825)                                             |                                                    |                                                                                   |                                                                                   |                                                     |                                                 |
| Egeberto (802-839) Wessex, Essex y Sussex (825)                                                         | Egeberto (802-839) Wessex, Essex y Sussex (825)                                                         | Egeberto (802-839) Wessex, Essex y Sussex (825)               | Ludeca (826-827)                                              | Aethelstan (827-845)                               | anexión de Kent (825) Ethelwulfo sub-rey (desde 825)                              |                                                                                   |                                                     |                                                 |
| Egeberto (802-839) Wessex, Essex y Sussex (825)                                                         | Egeberto (802-839) Wessex, Essex y Sussex (825)                                                         | Egeberto (802-839) Wessex, Essex y Sussex (825)               | Wiglaf (827-829)                                              | Aethelstan (827-845)                               | anexión de Kent (825) Ethelwulfo sub-rey (desde 825)                              |                                                                                   |                                                     |                                                 |
| Egeberto (802-839) Wessex, Essex, Sussex, Kent y Mercia (829-830)                                       | |                                                               |                                                               | Aethelstan (827-845)                               | anexión de Kent (825) Ethelwulfo sub-rey (desde 825)                              |                                                                                   |                                                     |                                                 |
| Egeberto (802-839) Wessex, Essex, Sussex y Kent                                                         | Egeberto (802-839) Wessex, Essex, Sussex y Kent                                                         | Egeberto (802-839) Wessex, Essex, Sussex y Kent               | Wiglaf (830-839)                                              | Aethelstan (827-845)                               | anexión de Kent (825) Ethelwulfo sub-rey (desde 825)                              |                                                                                   |                                                     |                                                 |
| Ethelwulfo (839-858)                                                                                    | Ethelwulfo (839-858)                                                                                    | Ethelwulfo (839-858)                                          | Wigmund (839-840)                                             | Aethelstan (827-845)                               | Aethelstan sub-rey (839-851) y Ethelberto sub-rey (855-858)                       |                                                                                   |                                                     |                                                 |
| Ethelwulfo (839-858)                                                                                    | Ethelwulfo (839-858)                                                                                    | Ethelwulfo (839-858)                                          | Wigstan y Elffled (840)                                       | Aethelstan (827-845)                               | Aethelstan sub-rey (839-851) y Ethelberto sub-rey (855-858)                       | Ethelredo II (840-858) usurpación de Raedwulf (844)                               | Ethelredo II (840-858) usurpación de Raedwulf (844) |                                                 |
| Ethelwulfo (839-858)                                                                                    | Ethelwulfo (839-858)                                                                                    | Ethelwulfo (839-858)                                          | Behortwulf (840-852)                                          |                                                    | Aethelstan sub-rey (839-851) y Ethelberto sub-rey (855-858)                       | Ethelredo II (840-858) usurpación de Raedwulf (844)                               | Ethelredo II (840-858) usurpación de Raedwulf (844) |                                                 |
| Ethelwulfo (839-858)                                                                                    | Ethelwulfo (839-858)                                                                                    | Ethelwulfo (839-858)                                          | Aethelweard (845-855)                                         |                                                    | Aethelstan sub-rey (839-851) y Ethelberto sub-rey (855-858)                       | Ethelredo II (840-858) usurpación de Raedwulf (844)                               | Ethelredo II (840-858) usurpación de Raedwulf (844) |                                                 |
| Ethelbaldo (858-860)                                                                                    | |                                                               |                                                               |                                                    |                                                                                   | Ethelredo II (840-858) usurpación de Raedwulf (844)                               | Ethelredo II (840-858) usurpación de Raedwulf (844) |                                                 |
| Burgred (852-874)                                                                                       | anexionado a Wessex (858)                                                                               | Osberht (858-862)                                             | Osberht (858-862)                                             |                                                    |                                                                                   |                                                                                   |                                                     |                                                 |
| Burgred (852-874)                                                                                       | anexionado a Wessex (858)                                                                               | Osberht (858-862)                                             | Osberht (858-862)                                             | Emundo (855-869)                                   |                                                                                   |                                                                                   |                                                     |                                                 |
| Burgred (852-874)                                                                                       | anexionado a Wessex (858)                                                                               | Osberht (858-862)                                             | Osberht (858-862)                                             | Etelredo I (860-871)                               |                                                                                   |                                                                                   |                                                     |                                                 |
| Burgred (852-874)                                                                                       | anexionado a Wessex (858)                                                                               | Aelle (862-867)                                               |                                                               |                                                    |                                                                                   |                                                                                   |                                                     |                                                 |
| Burgred (852-874)                                                                                       | anexionado a Wessex (858)                                                                               | Osberht (867)                                                 |                                                               |                                                    |                                                                                   |                                                                                   |                                                     |                                                 |
| Burgred (852-874)                                                                                       | anexionado a Wessex (858)                                                                               | noruegos y daneses                                            | daneses                                                       | daneses                                            |                                                                                   |                                                                                   |                                                     |                                                 |
| Alfredo el Grande (871-899) Rey de los anglosajones (878-899)                                           | Alfredo el Grande (871-899) Rey de los anglosajones (878-899)                                           | Alfredo el Grande (871-899) Rey de los anglosajones (878-899) | daneses                                                       | daneses                                            | Ceolwulf II (874-883)                                                             |                                                                                   |                                                     |                                                 |
| Alfredo el Grande (871-899) Rey de los anglosajones (878-899)                                           | Alfredo el Grande (871-899) Rey de los anglosajones (878-899)                                           | Alfredo el Grande (871-899) Rey de los anglosajones (878-899) | daneses                                                       | daneses                                            | earldormanes reconocen la soberanía de Wessex (883-918)                           |                                                                                   |                                                     |                                                 |
| Eduardo el Viejo Rey de Wessex Rey de los anglosajones (899-924)                                        | |                                                               | daneses                                                       | daneses                                            |                                                                                   |                                                                                   |                                                     |                                                 |
| anexión de Mercia (918) y Estanglia (916)                                                               | |                                                               | daneses                                                       | daneses                                            |                                                                                   |                                                                                   |                                                     |                                                 |
| Athelstan rey de Wessex y Rey de los anglosajones (924-927) Rey de Inglaterra (927-939)                 | |                                                               | daneses                                                       | daneses                                            |                                                                                   |                                                                                   |                                                     |                                                 |

## Cristianización

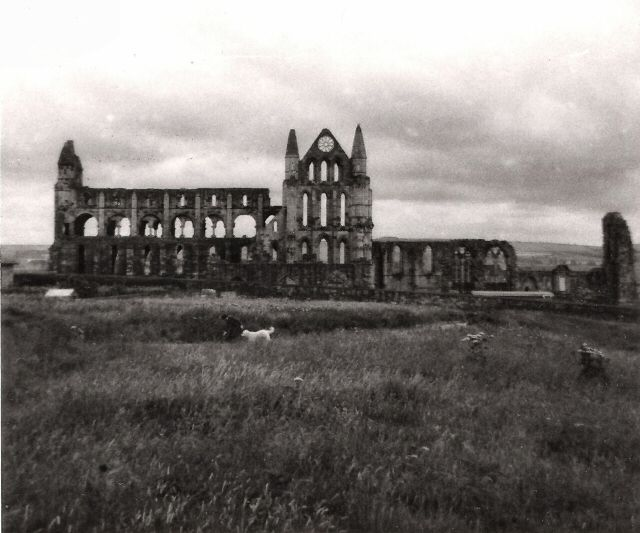
Abadía de Whitby.

El cristianismo había llegado a las islas británicas durante la ocupación romana.
Uno de los primeros autores cristianos, el bereber Tertuliano, decía en el siglo III que el «cristianismo podía encontrarse incluso en Britania». El emperador Constantino I (306-337) permitió el cristianismo oficialmente en el año 313 en el Edicto de Milán. Posteriormente, Teodosio I (378-395) lo convertiría en religión oficial del Imperio.
No está claro cuántos britanos se habían convertido al cristianismo a la llegada de los paganos anglosajones.
En el año 431 se registran intentos de evangelizar a los irlandeses, a cargo del papa Celestino I. Sin embargo, la conversión masiva de los irlandeses se ha atribuido a San Patricio. Una Irlanda cristiana se dispuso entonces a evangelizar al resto de las islas británicas, y San Columba partió hacia la isla de Iona, en la costa escocesa, con la misión de fundar una comunidad religiosa. De Iona partiría Aidan hacia Northumbria, donde establecería la sede de Lindisfarne entre 635 y 651. Por tanto, Northumbria fue convertida por la Iglesia irlandesa.
Beda es poco halagador cuando habla acerca del clero nativo británico: en su Historia ecclesiastica se lamenta de sus crímenes indecibles, y de que no predicaban la fe a los anglos o a los sajones.  El papa Gregorio I envió en 597 una misión a Inglaterra para convertir a los anglosajones, encabezada por Agustín de Canterbury, pero Beda afirma que los clérigos locales se negaron a ayudar a los misioneros. A pesar de las quejas de Beda, hoy se cree que los britanos desempeñaron un papel importante en la conversión de los anglosajones. A su llegada al sureste de Inglaterra en el año 597, Agustín de Canterbury recibió tierras del Rey Æthelberht de Kent para construir una iglesia y en ese mismo año se construyó y fundó la Sede de Canterbury. Luego bautizó a Æthelberht en el año 601 y continuó con su misión de convertir a los ingleses. La Iglesia irlandesa ya había evangelizado el norte y el este de Inglaterra. Sin embargo, Sussex y la isla de Wight fueron casi totalmente paganas hasta la llegada de San Wilfrido, arzobispo exiliado de York, que se encargó de convertir Sussex alrededor del año 681 y la isla de Wight en el 683.
Aún no está muy claro cómo se debería entender la palabra 'conversión'. Los escritores de la Iglesia tienden a declarar un territorio como 'convertido' cuando el rey local ha aceptado ser bautizado sin importar si realmente o no la población de tal reino adopta o no la religión. Cuando se construían las iglesias, tendían a incluir tanto símbolos cristianos como paganos, con la intención de llegar a los anglosajones paganos.
Aún luego de que el cristianismo hubiese abarcado los siete reinos anglosajones, existieron roces entre los seguidores del rito romano y del rito irlandés, particularmente en la fecha en la que se celebraban las Pascuas y en la manera en la que los monjes recibían la tonsura. En el año 664 se mantuvo una conferencia en la abadía de Whitby (conocida como el Sínodo de Whitby) para decidirse respecto al asunto; San Wilfrido abogó por el rito romano y Colmán de Lindisfarne por el rito irlandés. El argumento dado por Wilfrido se impuso y Colmán y sus partidarios regresaron a Irlanda. Los ritos romanos fueron finalmente adoptados por la Iglesia inglesa, pero no fueron universalmente aceptados por la Iglesia irlandesa.

## Desafío vikingo y ascenso de Wessex (sigloIX)

Mapa de Inglaterra en 878 en el que se muestra la extensión del Danelaw

Entre los siglos VIII y IX asaltantes y colonos de Escandinavia, principalmente daneses y noruegos, asolaron Europa occidental, incluyendo las islas británicas. Estos invasores fueron conocidos como vikingos; se cree que el nombre proviene de Escandinavia, de donde procedían. Los primeros ataques a las islas británicas se produjeron a finales del siglo octavo, principalmente a iglesias y monasterios, que eran vistos como centros de riqueza.

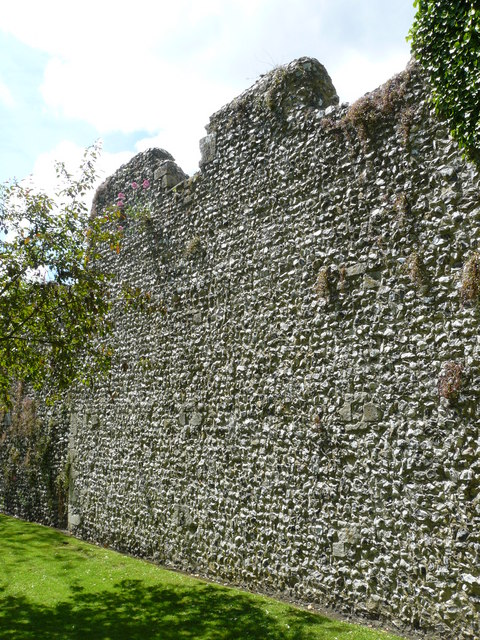
Murallas en torno a la ciudad de Winchester, capital de Alfredo. Obra medieval sajona sobre cimientos romanos.

Las Crónicas Anglosajonas informan de que el monasterio de la isla de Lindisfarne fue saqueado en 793. Los asaltos se interrumpieron durante cuarenta años; pero en 835 comenzaron a hacerse más regulares.
En la década de 860, en lugar de asaltos, los daneses organizaron una invasión a gran escala con un gran ejército que los anglosajones llamaron el Gran ejército pagano, reforzado por el Gran Ejército de Verano. Al cabo de diez años, casi todos los reinos anglosajones fueron conquistados por los invasores: Northumbria en 867, Anglia Oriental en 869 y casi toda Mercia entre 874 y 877. Reinos, centros de cultura, archivos e iglesias cayeron en manos de los invasores daneses. Solo Wessex fue capaz de sobrevivir. En marzo de 878, el rey anglosajón de Wessex, Alfredo, junto con un puñado de hombres, construyó una fortaleza en Athelney, oculta en los pantanos de Somerset. El rey usó esta base para hostigar a los vikingos y en mayo de 878 levantó un ejército formado por los habitantes de Somerset, Wiltshire y Hampshire y derrotó al éjército vikingo en Edington. Los vikingos se retiraron a su fortaleza, y Alfredo les puso sitio. Finalmente, los daneses capitularon, y su jefe, Guthrum el Viejo, accedió a ser bautizado y a retirarse de Wessex. La ceremonia formal fue completada pocos días después en Wedmore. Pocos años después se firmó un tratado de paz entre Alfredo y Guthrum en el que se contenían numerosas previsiones, incluyendo la definición de fronteras del área gobernada por los daneses (Danelaw) y por Wessex. Wessex controlaría parte de las tierras medias y todo el sur (a excepción de Cornualles, aún en manos britanas), mientras que los daneses gobernarían en Anglia Oriental y en el Norte. Tras la victoria en Edington y el consiguiente tratado de paz, Alfredo se dispuso a transformar Wessex en una sociedad preparada para la guerra. Construyó una armada, reorganizó el ejército y construyó un sistema de ciudades fortificadas conocidas como burhs, reconstruyendo y reforzando los restos de las fortificaciones romanas preexistentes. Para mantener los burhs y el ejército permanente, estableció un sistema impositivo conocido como Censo de Burhs. Estos burhs (o burghs) operaban como estructuras defensivas. A partir de entonces, los vikingos fueron incapaces de cruzar amplias secciones de Wessex: la Crónica Anglosajona informa que una partida de asalto danesa fue derrotada cuando trataba de atacar Chichester. Los burhs, aunque pensandos inicialmente con fines defensivos, se convirtieron en centros de comercio, atrayendo a comerciantes y mercaderes, ya que proporcionaban un entorno seguro para las transacciones comerciales y para la acuñación de moneda.
Una nueva ola de invasores daneses comenzó a llegar en torno a 891. Esto marcó el inicio de una nueva guerra que duraría tres años. Sin embargo, el sistema de Alfredo funcionó, y finalmente desanimó a los daneses: se rindieron y se dispersaron en el verano de 896.
El rey es recordado también como un rey culto. En su corte se escribió la Crónica Anglosajona, en inglés antiguo (en lugar de latín, que era el idioma de los anales europeos). La producción literaria del rey se compuso principalmente de traducciones, aunque también escribió introducciones y corrigió manuscritos.

## Unificación de Inglaterra (sigloX)

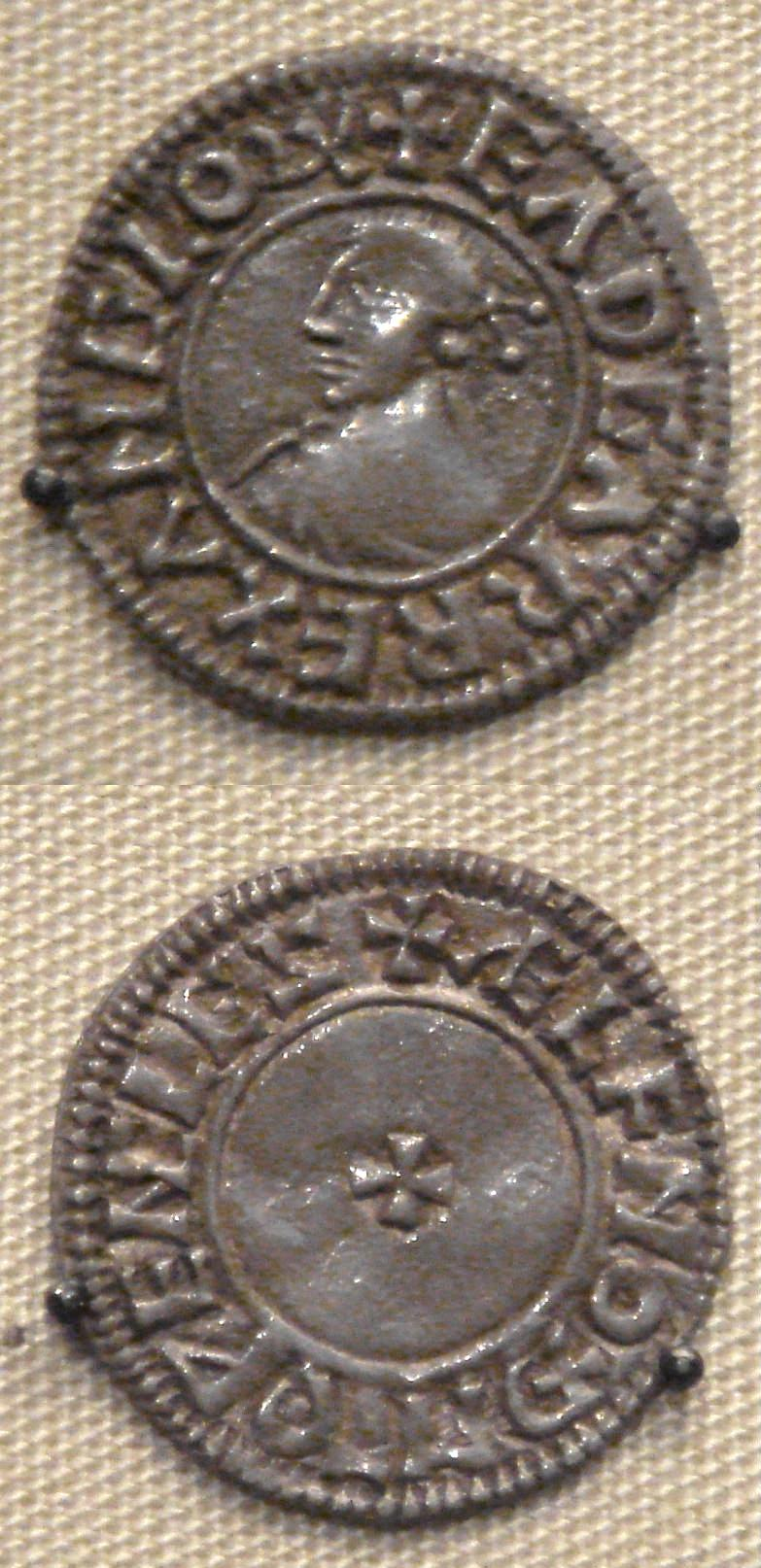
Moneda de Edgar

A la muerte de Alfredo en 899, le sucedió su hijo Eduardo el Viejo. El hijo de Alfredo y sus nietos Athelstan, Edmund y Edred continuaron la política de resistencia ante los daneses. A partir de los años 874-879, la mitad occidental de Mercia estuvo gobernada por Ceowulf II, que fue sucedido por Ethelred. En 886 o 887, éste se casó con Ethelfleda, hija de Alfredo. Cuando Ethelred falleció en 911 su viuda administró la provincia de Mercia con el título de "Señora de los mercianos". Se alió con su hermano Eduardo el Viejo para recuperar el territorio merciano bajo dominio danés. Eduardo y sus sucesores hicieron de los burhs un elemento clave de su ejército, lo que les permitió pasar a la ofensiva. Eduardo reconquistó Essex en 913. Su hijo Athelstan anexionó Northumbria y sometió a los reyes galeses; finalmente, en 937 derrotó en la batalla de Brunanburh a una coalición de escoceses, daneses y vikingos y se convirtió en rey de toda Inglaterra. Pero los britanos y los daneses no eran los únicos a los que no les gustaba el gobierno de Wessex; tampoco al resto de reinos anglosajones les agradaba la situación. A la muerte de cada rey de Wessex sucedía un periodo de rebelión, especialmente en Northumbria. Pero en 973, el bisnieto de Alfredo, Edgar el Pacífico, fue coronado Rey de Inglaterra y Emperador de Gran Bretaña en Bath. En sus monedas inscribió el texto EDGAR REX ANGLORUM ('Edgar, rey de los ingleses'). La coronación de Edgar fue una ceremonia grandiosa, y muchos de los rituales y discursos aún pudieron ser vistos en la coronación de Isabel II en 1953, aunque en inglés en lugar de latín.
La presencia de colonos daneses y nórdicos en el Danelaw tuvo un efecto duradero; la gente se veía a sí misma como "ejércitos" un siglo después de la colonización. El rey Edgar promulgó un código legal en 962 que se aplicaría también a los northumbrianos, así que lo dirigió al conde Olac y a todo el ejército que vive en el condado. Más de 3000 palabras del inglés moderno tienen raíces escandinavas. Del mismo modo, más de 1500 topónimos ingleses tienen origen escandinavo: por ejemplo, el topónimo Howe deriva del nórdico antiguo haugr, que significa "colina" o "elevación".

## Inglaterra bajo los daneses (978-1066)
Dos años después de su coronación, moría Edgar con apenas treinta años. Dejaba dos hijos, Eduardo, el mayor, y su medio hermano Etelredo. Eduardo fue coronado rey en Kingston, pero tres años después fue asesinado por uno de los hombres de su hermano, con la ayuda de la reina Etelfrida, madrastra de Etelredo. Etelredo fue coronado y, aunque reinó durante treinta años, se ganó el apodo de "Etelredo el Indeciso", ya que demostró ser uno de los reyes más desastrosos de Inglaterra. Guillermo de Malmesbury en su Crónica de los reyes de Inglaterra, cien años más tarde, criticaba a Etelredo, afirmando que ocupó el reino más que gobernarlo.

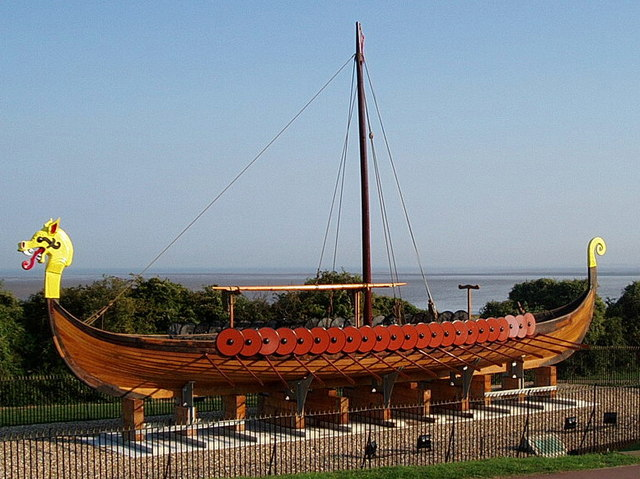
Réplica de barco vikingo en Ramsgate (Kent)

Justo cuando se coronaba a Etelredo, el danés Harald I de Dinamarca intentaba imponer el cristianismo en sus dominios. Muchos de su súbditos no eran partidarios de esta idea, y poco después de 988, su hijo Svend consiguió derrocarlo. Los rebeldes, desheredados en sus tierras, formaron las primeras olas de asaltantes que alcanzaron las costas inglesas. Tuvieron tanto éxito, que los propios reyes daneses decidieron ponerse al frente de las campañas.
En 991, los daneses saquearon Ipswich y desembarcaron en Essex cerca de Maldon. Exigieron a los ingleses el pago de un rescate, a lo que Byrhtnoth, el jefe inglés, se negó y se inició la batalla de Maldon, que acabó con una cómoda victoria para los invasores. A partir de entonces, los vikingos asaltaron libremente a voluntad, ante la falta de resistencia inglesa. Incluso el sistema de burhs creado por Alfredo fracasó. Parece ser que Etelredo se limitó a ocultarse, fuera del alcance de los invasores.
En la década de 980, los reyes de Wessex disponían de un poderoso sistema de acuñación. Está confirmada la existencia de en torno a 300 monederos y 60 cecas por todo el país. Cada cinco o seis años el efectivo existente dejaba de ser de curso legal y se ponían en circulación nuevas monedas. El sistema de control del dinero en circulación era extremadamente sofisticado; esto permitía al rey recaudar grandes sumas de dinero si era necesario.
Esta capacidad para obtener dinero resultó providencial tras la batalla de Maldon, ya que Etelredo decidió que, en lugar de luchar, pagaría una tarifa a los daneses en un sistema conocido como Danegeld. Como parte de estas tarifas, se acordó un tratado de paz para detener los ataques. Sin embargo, más que tranquilizar a los vikingos, el pago del Danegeld solo les animó a regresar por más.
Los duques de Normandía permitían a los daneses el uso de sus puertos para asaltar las costas inglesas. Esto creó una creciente hostilidad entre las cortes de Inglaterra y Normandía. Etelredo decidió finalmente llegar a un acuerdo con los normandos, y contrajo matrimonio con Emma, la hija de Ricardo I, duque de Normandía, en la primavera de 1002, lo que se consideró un intento de romper los lazos entre los asaltantes y Normandía.
El día de San Bricio, en noviembre de ese mismo año, los daneses que vivían en Inglaterra fueron asesinados por órdenes de Etelredo. En represalia, en el verano de 1013 Svend, rey de Dinamarca, dirigió la flota danesa a Sandwich, en las costas de Kent. Desde allí se dirigió hacia el norte, a Danelaw, donde se le unió gran parte de la población local. Desde allí marchó hacia el sur, forzando a Etelredo a buscar asilo en Normandía. Sin embargo, Svend falleció repentinamente el 3 de febrero de 1014. Etelredo, aprovechando la muerte del danés, regresó a Inglaterra y envió a Canuto, el hijo de Svend, de nuevo a Dinamarca. Sin embargo, en 1015 lanzó una nueva campaña contra Inglaterra. Edmundo Ironside, hijo de Etelredo, se enemistó con su padre y decidió hacer la guerra por su cuenta. Algunos nobles ingleses decidieron apoyar a Canuto en lugar de Etelredo, lo que obligó a este a retirarse a Londres, donde falleció antes de llegar a enfrentarse con el ejército danés. Fue sucedido por su hijo Edmundo.

Dominios de Canuto.

El ejército danés rodeó y asedió Londres, pero Edmundo logró escapar y reunir un ejército de leales con el que derrotó a los daneses; pero poco después, los daneses consiguieron vencer en la batalla de Assandun, donde perdieron la vida muchos de los jefes ingleses. No obstante, Canuto y Edmundo acordaron dividir el reino en dos, con Edmundo gobernando Wessex y Canuto el resto del país. Al año siguiente, 1017, Edmundo moría en misteriosas circunstancias, posiblemente asesinado por hombres de Canuto, y el Witenagemot confirmó a Canuto como rey de toda Inglaterra.
Canuto dividió Inglaterra en condados: la mayoría de ellos fueron entregados a nobles de ascendencia danesa, pero nombró a un inglés, Godwin, conde de Wessex. Con el tiempo, este conde llegaría a formar parte de la familia real, al casarse con una de las cuñadas del rey. En el verano de 1017, Canuto mandó traer a su presencia a la viuda de Etelredo, con la intención de casarse con ella. Parece ser que Emma accedió bajo la condición de que la sucesión inglesa quedaría limitada a los hijos nacidos de su matrimonio. Canuto ya tenía una esposa llamada Aelfgifu Aelfhelmsdotter, que le había dados dos hijos, Svend y Haroldo Harefoot. Sin embargo, parece ser que la iglesia consideraba a esta Aelfgifu la concubina de Canuto y no su esposa. Además de los dos hijos que ya tenía con Aelfgifu, tuvo uno más con Emma, que recibió el nombre de Harthacnut.
A la muerte de Harald II de Dinamarca, hermano de Canuto, este dividió a Dinamarca para asegurar sus derechos al trono. Dos años después, Canuto puso Noruega bajo su control y le encomendó a Aelfgifu de Northampton y a su hijo Svendo el trabajo de gobernar.
Las condiciones matrimoniales pactadas con Emma de Normandía acabarían por precipitar una crisis sucesoria a la muerte de Canuto en 1035. Se inició una disputa entre el hijo de Aelfgifu, Haroldo Harefoot, y el hijo de Emma, Harthacnut. Emma defendía los derechos de su hijo con Cnut por delante de los de sus hijos con Etelredo. Uno de ellos, Eduardo, lanzó un ataque sobre Southampton, sin éxito; y su hermano Alfred fue asesinado durante una expedición a Inglaterra en 1036. Emma huyó a Brujas cuando Haroldo se convirtió en rey de Inglaterra; pero a su muerte en 1040 Harthacnut se coronó rey. El nuevo monarca pronto se ganó la enemistad del pueblo por los altos impuestos que estableció en Inglaterra, hasta el punto de que se invitó a Eduardo a regresar de su exilio en Normandía para ser reconocido como sucesor de Harthacnut, y a la muerte repentina de este en 1042, posiblemente asesinado, Eduardo se convirtió en rey.
Eduardo contó con el apoyo del conde Godwin, y se casó con su hija. Sin embargo, esta alianza fue vista como algo provisional, ya que Godwin había estado implicado en el asesinato de Alfred, hermano del rey. En 1051, uno de los parientes políticos de Eduardo, Eustace, llegó a Dover con la intención de residir allí; fue rechazado por los habitantes de la localidad, que mataron a varios de los hombres de Eustace. Cuando Godwin se negó a castigarles, el rey, que hacía tiempo no estaba contento con los Godwin, decidió someter a juicio a la familia. Stigand, arzobispo de Canterbury, fue enviado al conde y su familia con la noticia del juicio. Los Godwin prefirieron huir a enfrentarse al juicio. Se cree que durante todo este tiempo, Eduardo ofreció la sucesión al trono de Inglaterra a Guillermo de Normandía, pariente de su madre Emma. Los Godwin amenazaron con invadir Inglaterra, y Eduardo hubiera estado dispuesto a la lucha, pero en un Gran Consejo reunido en Westminster, el conde Godwin entregó sus armas y suplicó al rey el permiso para expiar todos sus crímenes. El rey y Godwin se reconciliaron y los Godwin se convirtieron en la familia más poderosa de Inglaterra después del rey.
A la muerte de Godwin en 1053, su hijo Harold Godwinson le sucedió como conde de Wessex; los hermanos de Harold, Gyrth, Leofrine y Tostig recibieron Anglia Oriental, Mercia y Northumbria. Los northumbrianos se rebelaron rápidamente contra Tostig debido a su dureza y al aumento de los impuestos, y este se exilió en Flandes; estos acontecimientos motivaron que se enemistara con su hermano Harold que, obedeciendo las órdenes recibidas, apoyó a los rebeldes en contra de su hermano.

## La conquista normanda
El 26 de diciembre de 1065, Eduardo caía enfermo y entraba en coma; en algún momento despertó y pidió a Harold Godwinson que protegiera a la reina y al reino. El 5 de enero de 1066, Eduardo era enterrado y Harold coronado. Aunque Harold se había ceñido la corona, otros la reclamaban, especialmente Guillermo, duque de Normandía, primo de Eduardo el Confesor por vía de Emma de Normandía. Se cree que Eduardo había prometido la corona a Guillermo. Harold había accedido a apoyar las aspiraciones de Guillermo durante su encarcelamiento en Normandía por Guy de Ponthieu. Guillermo había exigido y obtenido la liberación de Harold, y, según los normandos, durante su estancia bajo la protección de Guillermo, Harold juró solemnemente lealtad a Guillermo.
Por su parte, Harald Hardrada (el Despiadado) de Noruega también reivindicaba sus derechos al trono inglés a través de Cnut y sus sucesores. Tenía, además, una reclamación basada en un pacto entre Harthacnut, rey de Dinamarca e hijo de Cnut, y Magnus I de Noruega. Tostig Godwinson, el hermano exiliado de Harold, decidió apoyar las pretensiones de Harald Hardrada.

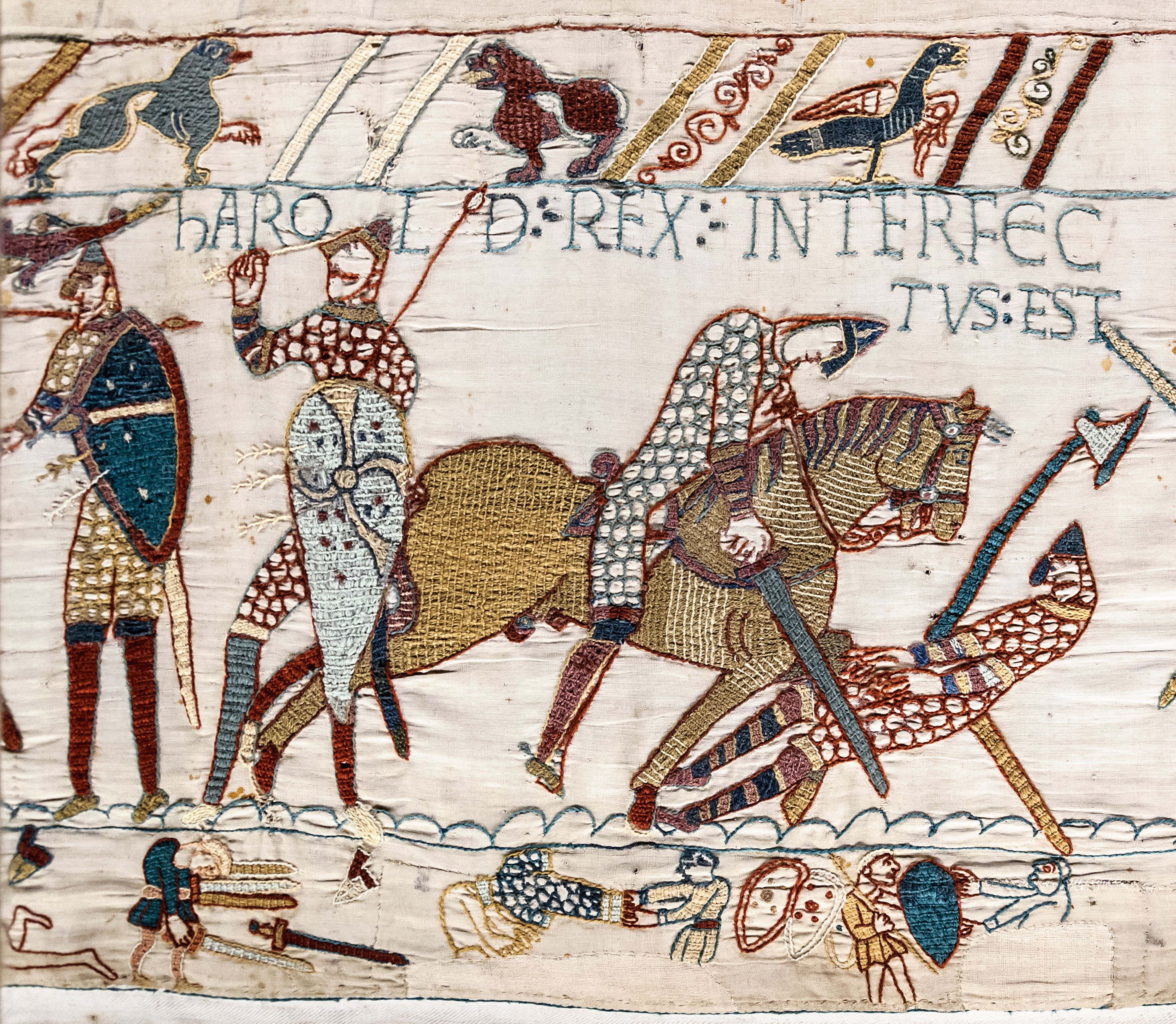
Sección del tapiz de Bayeux mostrando la muerte de Harold en Hastings.

Tostig fue el primero en moverse, abandonando su exilio en Flandes para asaltar la costa sur de Inglaterra. Harald reunió a su flota en Escocia, donde se le unió Tostig. Desde allí, bordearon la costa oriental hasta Yorkshire. El ejército de Harold cruzó Inglaterra desde la costa sur y ambos ejércitos se encontraron en Stamford Bridge,  donde Harald Hardrada y Tostig Godwinson encontraron la muerte .
Harold celebró su victoria en Stamford Bridge en la noche del 26 al 27 de septiembre de 1066, mientras que la flota de Guillermo de Normandía partía hacia Inglaterra en la mañana del 27. Harold regresó con su ejército a la costa sur donde se encontró con Guillermo a las afueras de Hastings. En la batalla, que tuvo lugar el 14 de octubre, Harold resultó muerto y los anglosajones derrotados.
Hastings fue el fin de la dinastía Godwin. Harold y sus hermanos Gyrth y Leofwine perdieron la vida en el campo, lo mismo que su tía Elfwig, abadesa de Newminster. Tostig había perecido en Stamford y Wulfnoth estaba en manos de Guillermo. Las mujeres Godwin habían muerto o no tenían hijos.
Guillermo marchó sobre Londres y los jefes de la ciudad le entregaron el reino, siendo coronado en la abadía de Westminster el día de Navidad de 1066. Guillermo tardó diez años en consolidar su reino y toda revuelta fue reprimida sin ningún tipo de miramientos; particularmente brutal fue el episodio conocido como la Matanza del Norte, en el que Guillermo ordenó arrasar el Norte de Inglaterra, quemando cosechas, matando el ganado y envenenando la tierra. Según Orderico Vital, cronista anglo-normando, más de cien mil personas murieron de inanición. Cifras basadas en los datos del Libro Domesday estiman que la población de Inglaterra en 1086 rondaba los 2,25 millones, así que la cifra de cien mil representaría un porcentaje importante.
A la muerte de Guillermo en 1087, todos los gobernantes anglosajones de Inglaterra habían muerto, se habían exiliado o habían engrosado las filas de la gente común. Se ha estimado que solo en torno al 8 por ciento del territorio estaba controlado por los anglosajones. En 1200 casi todas las catedrales y abadías anglosajonas de cualquier tipo habían sido demolidas y reemplazadas con nuevas construcciones de estilo normando.

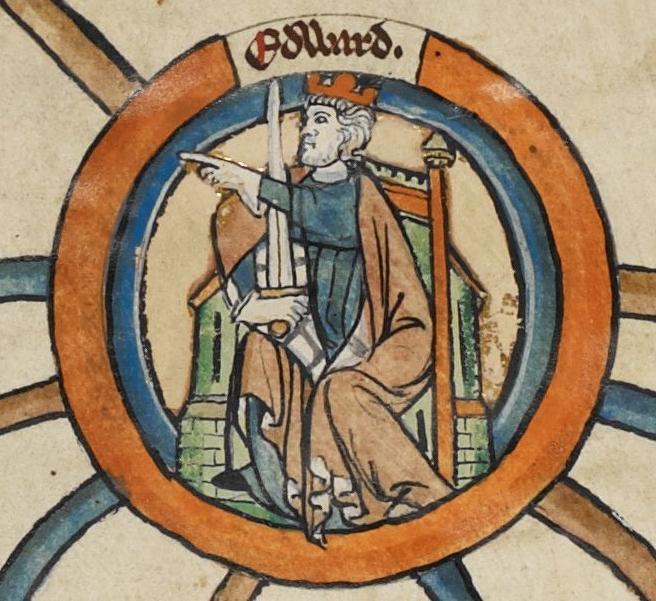
Eduardo el Viejo

La Inglaterra anglosajona duró desde el final del periodo romano de Gran Bretaña y del establecimiento de los reinos  anglosajones en el siglo V, hasta la conquista normanda de Inglaterra en 1066. Los anglosajones fueron tribus germanas que se asentaron en el sur de Gran Bretaña. Sus descendientes y los indígenas adoptaron el idioma y la cultura anglosajona durante los siglos V y VI. Su idioma, ahora llamado inglés antiguo, y la cultura de la época, han llamado la atención popular y académica.
Hasta el siglo nueve, la Inglaterra anglosajona estaba dominada por los reinos de Northumbria, Mercia, Anglia Oriental, Essex, Kent y Wessex. Los anglosajones eran inicialmente paganos, pero se convirtieron al cristianismo durante el siglo VII.
La amenaza vikinga, que comenzó en el siglo IX, propició el dominio de la Casa de Wessex frente a otros reyes anglosajones. Esto dio lugar, durante el siglo X, al Reino de Inglaterra, que se opuso al establecimiento de los reinos vikingos en el norte y este del país. Los daneses conquistaron el reino de Inglaterra en 1013, y fue gobernado por la Casa de Dinamarca hasta 1042, cuando se restauró la Casa de Wessex. El último rey anglosajón, Harold Godwinson, murió en 1066 en la batalla de Hastings.